# Principal Investigator
Ein Principal Investigator (Abk. PI) ist der maßgeblich verantwortliche Wissenschaftler eines Forschungsprojektes. Der Begriff stammt aus dem Englischen und bezeichnet in vielen Ländern den wissenschaftlichen Leiter, der in der Regel auch Mittelempfänger der Fördergelder eines Projektes ist. Ein PI ist damit für den erfolgreichen Abschluss des Projektes verantwortlich. Ursprünglich wurde der Begriff v. a. in Laborstudien in den Naturwissenschaften sowie bei klinischen Studien verwendet. Aufgrund ihrer herausgehobenen Rolle werden PIs auch als wissenschaftliche Entrepreneure bezeichnet.
Der Begriff wird auch als Synonym für Laborleiter oder Forschungsgruppenleiter verwendet.